# 에이스 하드웨어

에이스 하드웨어(Ace Hardware)는 70여 개국에서 6,000여개의 매장을 운영하고 있는 세계 최대 규모의 집수리 전문 브랜드이다. 1924년 미국 시카고의 소규모 철물점 업주들에 의해 설립된 에이스 하드웨어는 태생부터 협동조합으로 현재도 지역 기업가들이 독자적으로 운영하고 있다. 취급 품목은 공구, 페인트 인테리어, 전기조명 등으로 집수리에 필요한 모든 것을 취급하고 있다.
한편, 유진그룹 계열사인 주식회사 유진홈센터는 에이스 하드웨어 글로벌과 제휴를 맺고 한국 사업을 전개하고 있다. 이를 통해 점포 운영에 필요한 브랜드 사용, 상품 소싱, 경영기술 및 운영 노하우 등을 전수받아 한국 고객들에게 집수리 문화를 소개하며 집수리 전문 브랜드로 자리매김하고 있다.